# Guglielmo Borremans
Guglielmo Borremans (Anversa, 12 agosto 1670 – Palermo, 17 aprile 1744) è stato un pittore fiammingo.

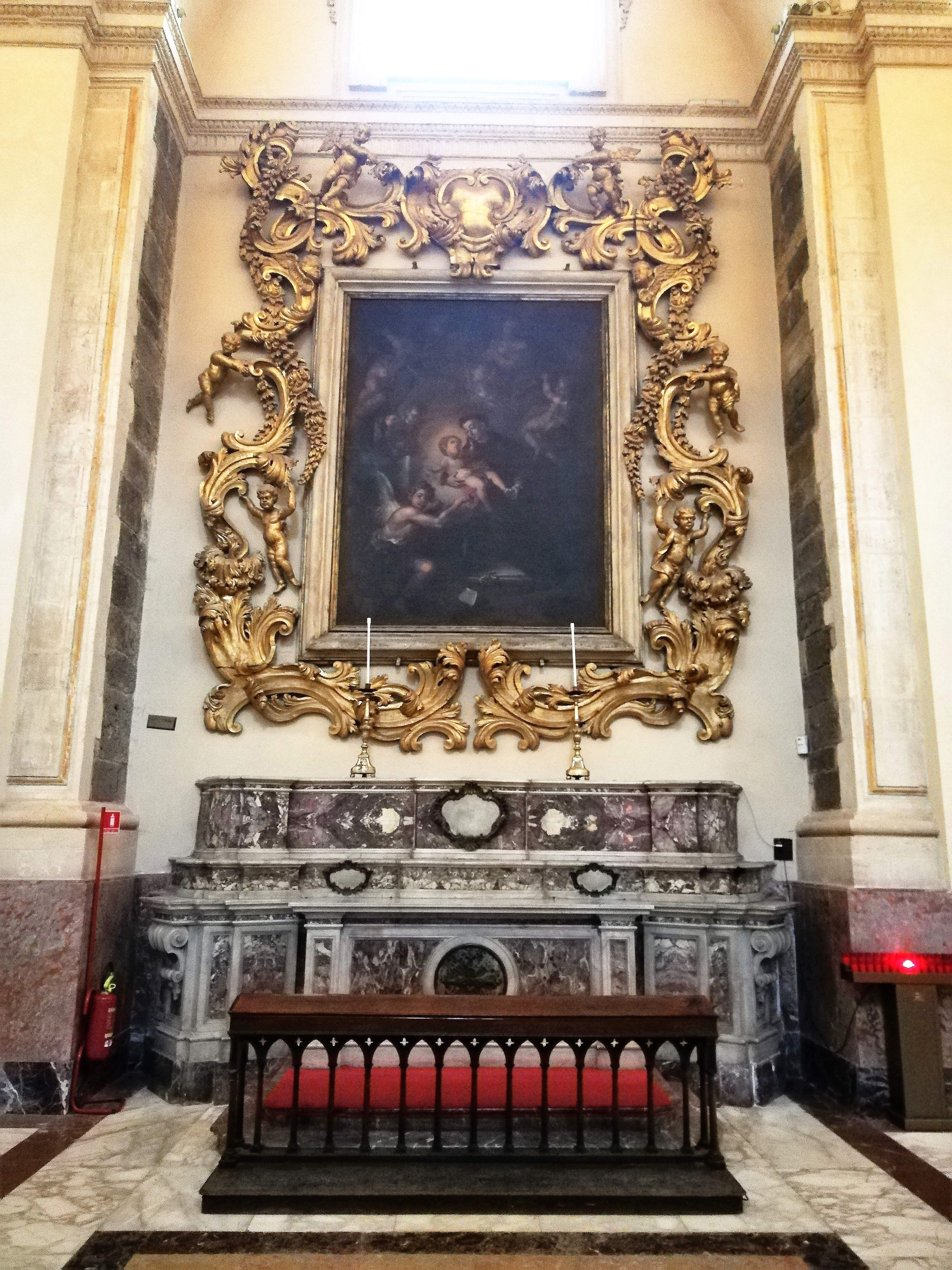
Sant'Antonio di Padova, basilica cattedrale di Sant'Agata di Catania.

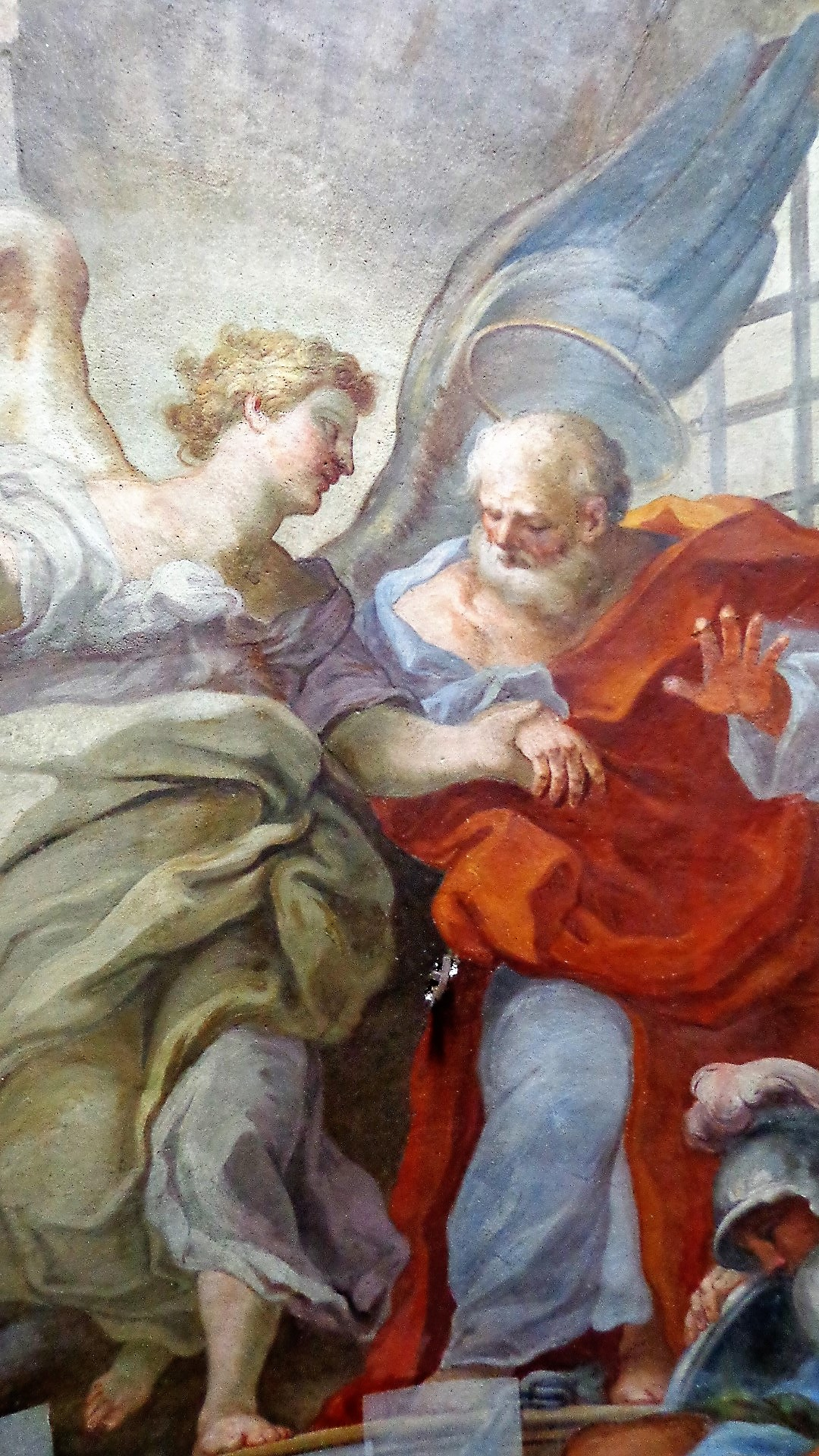
Liberazione di San Pietro, Oratorio della Carità di San Pietro ai Crociferi di Palermo.

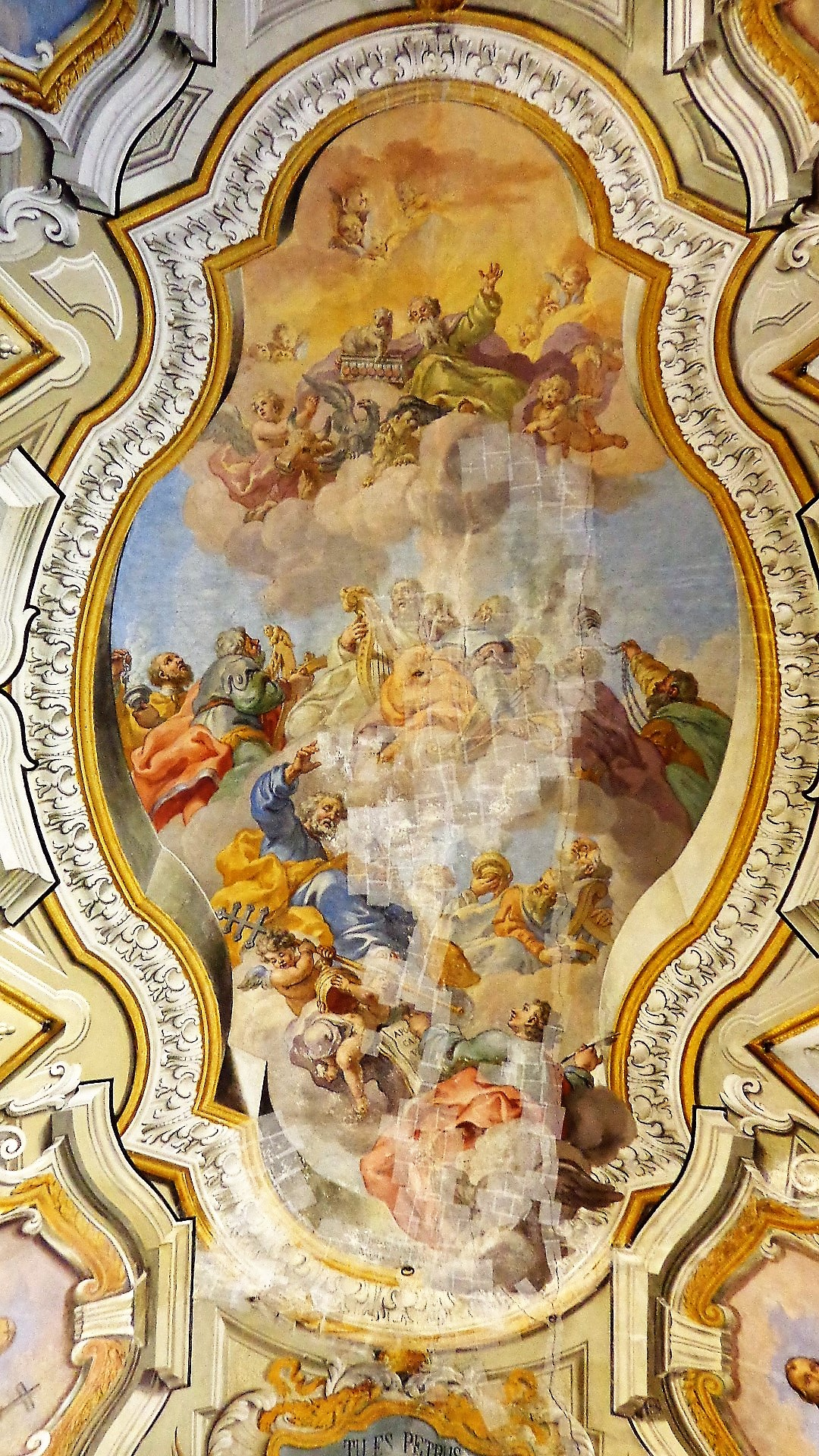
Gloria di San Pietro, Oratorio della Carità di San Pietro ai Crociferi di Palermo.

Ha lavorato e vissuto per la maggior parte della sua vita in Italia e specialmente a Napoli e in Sicilia, dove dipinse numerosi affreschi.

## Biografia
Gli archivi dell'Accademia di belle arti di Anversa, e più specificamente la Corporazione di San Luca, documentano l'apprendistato presso Pieter van Lint negli anni a cavallo fra il 1688 e l'anno seguente, e ne attestano la sua presenza in patria fino al 1693. Nel marzo del 1699 parte da Anversa alla volta di Roma, città in cui rimarrà per circa sei anni. Le notizie dell'Accademia di San Luca lo documentano quale collaboratore dello stesso maestro a Roma per la realizzazione degli affreschi della Cappella Cybo-Soderini della basilica di Santa Maria del Popolo.
La sua presenza è in seguito documentata in Calabria, dove sono presenti tele firmate e datate dal 1704 al 1706. A Napoli fu chiamato a sostituire Giuseppe Simonelli, morto poco dopo aver ricevuto l'incarico di dipingere la crociera della chiesa di Santa Caterina a Formiello. Nel capoluogo partenopeo risentì dell'influenza di Luca Giordano e ancora di Luigi Garzi e Paolo de Matteis.
Intorno al 1715, si trasferì a Palermo, allora fucina delle arti, e lì trovò il suo stile fondato sulla pittura fiamminga e nella tecnica dell'affresco, ma arricchito dalle sue recenti esperienze napoletane. La sua fama cominciò ad espandersi in tutto il territorio siciliano e fu chiamato a lavorare pressoché in tutta la Sicilia. Il suo talento fu molto apprezzato e così il cromatismo dei suoi dipinti.
Nel 1733 fu chiamato come esperto a dirimere la controversia sorta tra due pittori siciliani, Pietro Paolo Vasta e Venerando Costanzo, ove i due artisti si contendevano la decorazione a fresco dell'interno della cattedrale di Maria Santissima Annunziata di Acireale: il Borremans indicò il primo. A sua volta si trovò a vestire i panni del contendente, aggiudicandosi la decorazione degli interni del basilica di Santa Maria Assunta di Alcamo sul concorrente Olivio Sozzi.
Ebbe per allievo Gaspare Serenari mentre il figlio Luigi, in seguito completò i cicli decorativi delle varie chiese, in particolar modo quelli di Caltanissetta nel 1747. Al nipote Guglielmo sono attribuite le estensioni dell'apparato ornamentale del duomo di Enna.
I suoi lavori possono essere ammirati in musei e chiese di tutta la Sicilia, tra i capolavori gli affreschi delle volte della chiesa di Santa Maria dell'Ammiraglio, detta «la Martorana»
Il Borremans è sepolto nel complesso della chiesa di Santa Maria della Pace dell'Ordine dei frati minori cappuccini di Palermo.

## Opere

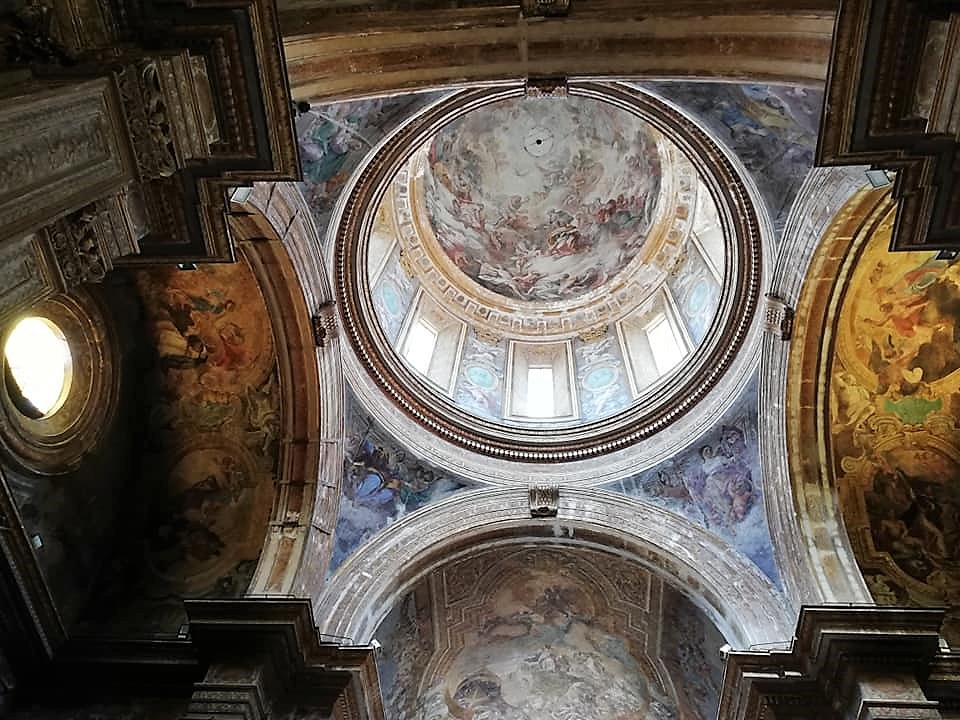
Storie di San Domenico, tondi intradossi altari bracci transetto, chiesa di Santa Caterina a Formiello, a Napoli.

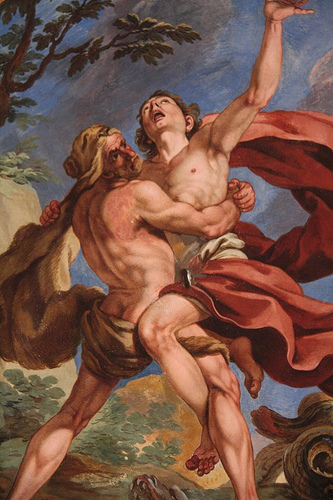
Scena mitologica.

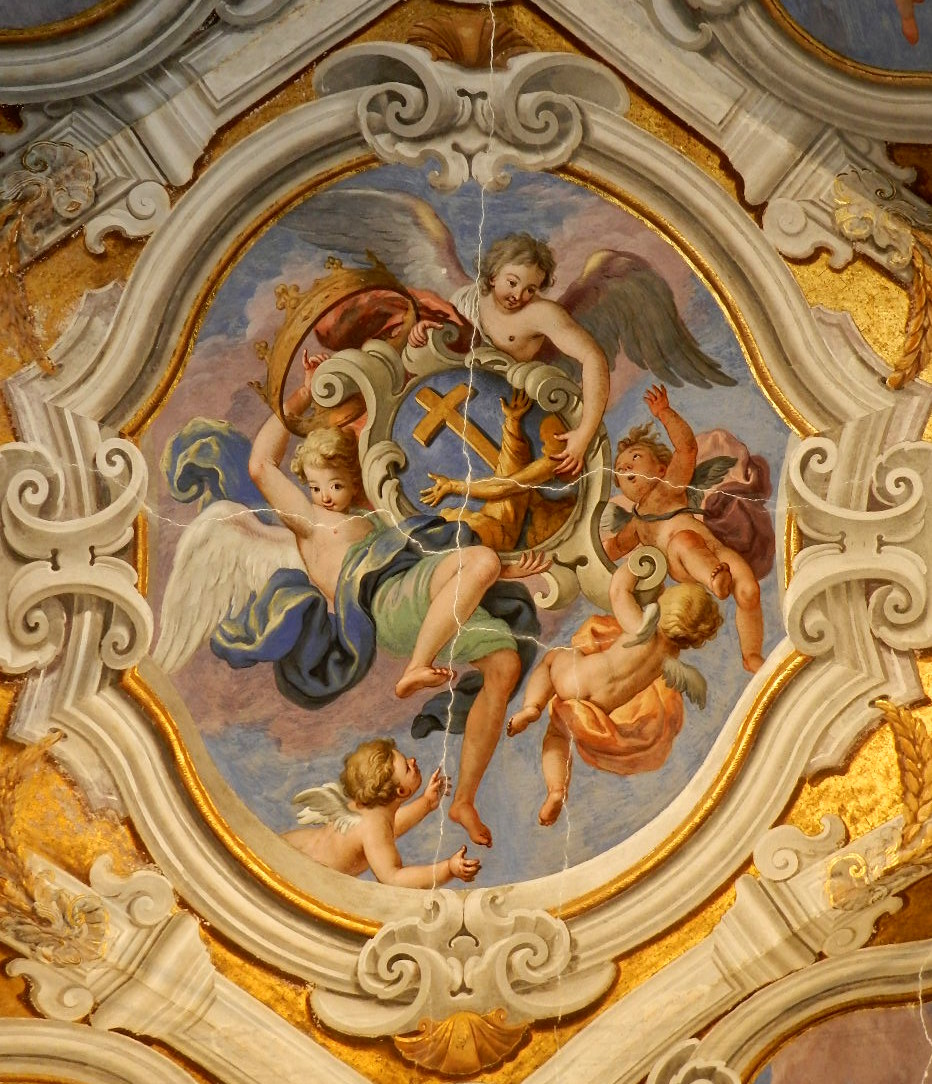
Emblema dell'Ordine francescano con putti.

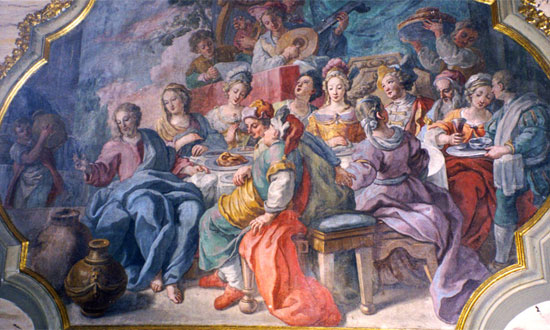
Nozze di Cana, ad Alcamo.

### Belgio
- XVII secolo, Martirio di Sant'Andrea, unica opera attribuita e documentata nella nazione di provenienza custodita nella cattedrale di San Bavone di Gand.

### Calabria

#### Provincia di Cosenza
Cosenza 
- 1704, Vita della Vergine, ciclo di tele autografe, opere documentate (distrutte da un incendio causato dai bombardamenti durante la seconda guerra mondiale) nel santuario del Santissimo Crocifisso.
- 1705, Disputa di Santa Caterina d'Alessandria con i filosofi, Matrimonio mistico di Santa Caterina d'Alessandria, Visita dell'imperatrice Faustina a Santa Caterina d'Alessandria in carcere, Abbraccio tra l'imperatrice Faustina e Santa Caterina d'Alessandria, Miracolo della Ruota, Trasporto angelico del corpo di Santa Caterina d'Alessandria sul monte Sinai, ciclo di sei tele di cui due autografe, opere custodite nella Cappella di Santa Caterina d'Alessandria della chiesa di San Francesco d'Assisi.
- 1705, Gloria di Santa Caterina d'Alessandria, dipinto su tela, opera presente sulla volta del presbiterio della chiesa di San Francesco d'Assisi.
- XVIII secolo, Madonna col Bambino e Sant'Antonio da Padova, dipinto, opera custodita nel Tesoro dell'Arcivescovado.

 Altilia 
- XVIII secolo, Assunta, dipinto autografo, opera custodita nel duomo di Santa Maria Assunta.

 Diano di Scigliano 
- 1706, Assunta, dipinto su tela autografo, opera trafugata dalla chiesa dell'Assunta.

### Campania

#### Napoli
- 1707, Adorazione dei magi, tela autografa, opera commissionata per il Conservatorio di Sant'Eligio, documentata nella basilica della Santissima Annunziata Maggiore, oggi custodita nel Museo civico.
- 1708-1709, decorazioni a fresco, opere realizzate nelle volte della chiesa di Santa Caterina a Formiello.
  - Storie della vita di San Domenico, tre ovali in ciascun intradosso dei cappelloni del transetto (Cappellone del Rosario a destra: San Domenico e la Vergine che placano l'ira del Redentore al centro, la Madonna appare a San Giovanni Evangelista e San Domenico che caccia gli infedeli ai lati; Cappellone di San Domenico a sinistra: Gloria di San Domenico nel tondo centrale, mentre ai lati sono San Domenico che brucia i libri eretici e San Domenico che riceve in sogno la Vergine).[2]
  - Trionfo di Giuditta, volta coro.

### Sicilia

#### Provincia di Agrigento
Agrigento 
- XVIII secolo, Ciclo, affreschi, opere realizzati nel cappellone della cattedrale di San Gerlando.

 Aragona 
- XVIII secolo, Ciclo, affreschi, opere realizzati negli ambienti di Palazzo Principe di Aragona.
- XVIII secolo, Gloria, Munificenza, Mansuetudine, Trionfo sulla Lussuria, Vittoria trionfante, ciclo di affreschi sulle Virtù realizzate nelle volte dell'antigalleria di Palazzo Naselli Branciforti, opere altrimenti attribuite a Gaspare Fumagalli.

#### Provincia di Caltanissetta
Caltanissetta 

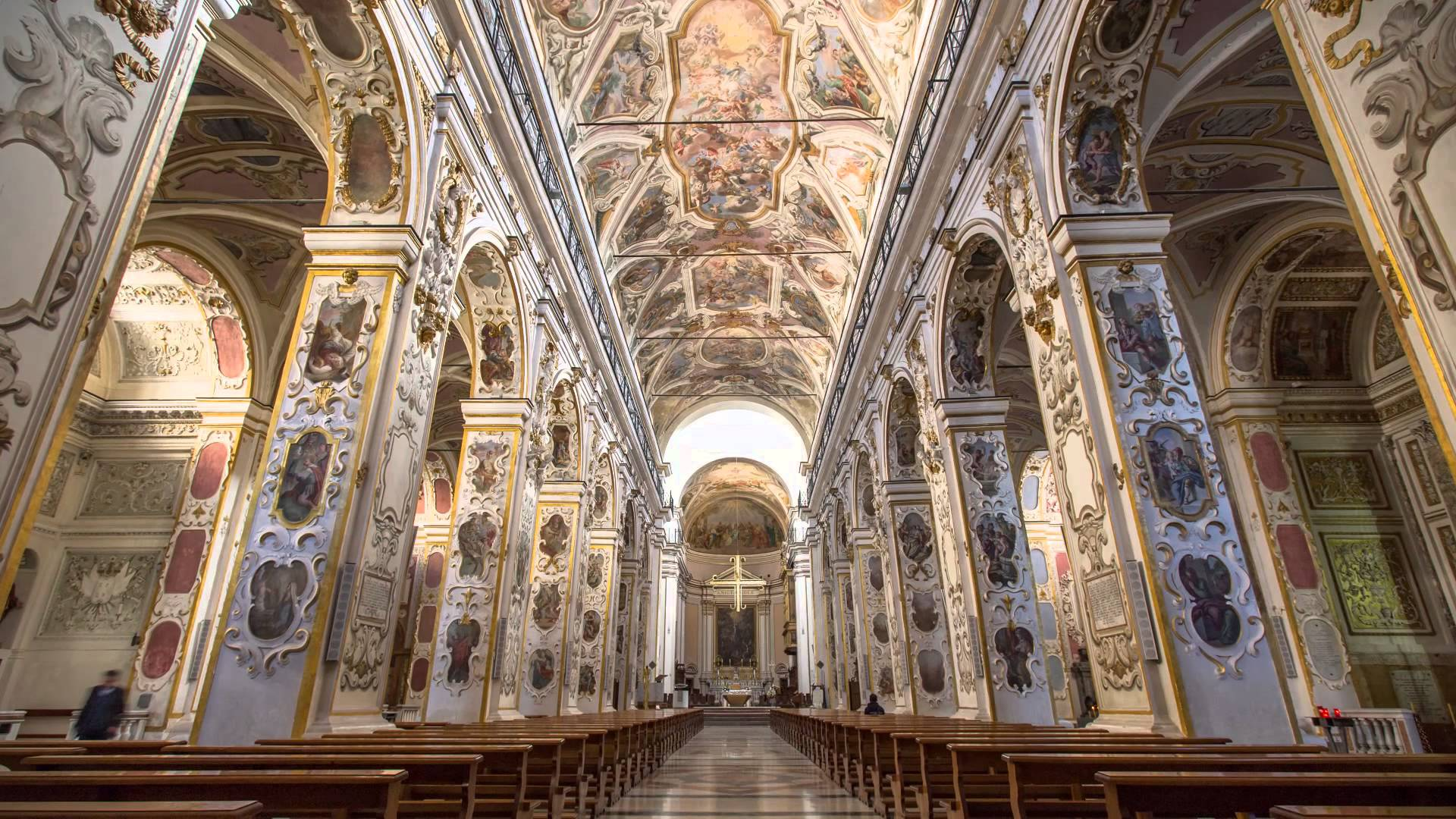
Affreschi volte della Cattedrale di Caltanissetta.

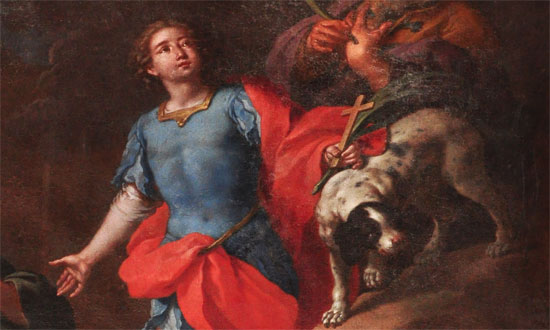
San Vito.

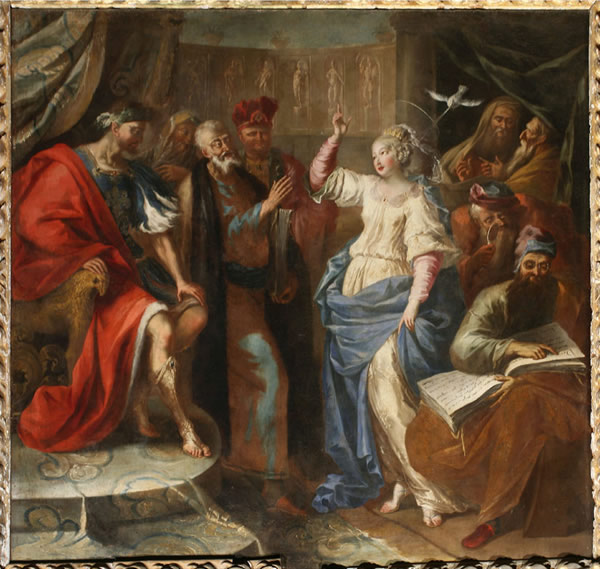
Disputa di Santa Caterina d'Alessandria.

- 1718-1720, Immacolata Concezione, Incoronazione della Vergine e Trionfo di San Michele, Trionfo della Religione, affreschi realizzati nella volta della navata centrale, episodi di vita San Pietro ed episodi di vita San Paolo rispettivamente nella navata sinistra e nella navata destra della cattedrale di Santa Maria la Nova.
- 1720-1725, San Vincenzo Ferreri, olio su tela, opera commissionata ed eseguita per la chiesa di San Domenico, temporaneamente custodita nella cattedrale di Santa Maria la Nova è oggi esposta nel museo diocesano.
- 1719 circa, Immacolata e Santi, dipinto, opera presente come pala dell'altare maggiore della cattedrale di Santa Maria la Nova.
- XVIII secolo, Ciclo, affreschi, opere realizzate nella chiesa di Sant'Agata al Collegio.

#### Provincia di Catania
Catania 
- 1730, Sant'Antonio Abate nel deserto, olio su tela, commissione di Pietro Galletti, opera custodita nella basilica cattedrale di Sant'Agata.
- 1730, Martirio di Santa Febronia, olio su tela, commissione di Pietro Galletti, opera custodita nella basilica cattedrale di Sant'Agata.
- 1730, Gloria di Santa Rosalia, olio su tela, commissione di Pietro Galletti, opera custodita nella basilica cattedrale di Sant'Agata.
- 1730, Sant'Antonio di Padova, olio su tela, commissione di Pietro Galletti, opera custodita nella basilica cattedrale di Sant'Agata.
- 1730 circa, Annunciazione, dipinto, opera custodita nella chiesa di San Michele Arcangelo ai Minoriti.
- 1730 circa, Cristo deriso, dipinto, opera custodita nella collezione del Museo civico al Castello Ursino.
- 1730 circa, San Benedetto, olio su tela, opera documentata nella chiesa di San Nicolò l'Arena.

#### Provincia di Enna
Enna 
- 1721-1722, Ciclo, raffigurazioni della Madonna del Pilar, Battesimo di Cristo, San Martino di Tours, Sogno di Costantino e l'Apparizione di Sant'Agata a Santa Lucia, dipinti su tela, opere custodite nel duomo di Maria Santissima della Visitazione.
- 1720-1723, Gloria della Madonna con Papa Urbano VIII, Trionfo della Fede e Cacciata degli angeli ribelli dal Paradiso, affreschi, opere realizzate nella chiesa delle Anime Sante del Purgatorio.
- 1720 circa, Presentazione al Tempio, dipinto su tela, opera custodita nella chiesa di San Giovanni Battista del convento dell'Ordine domenicano di Enna.

 Leonforte - chiesa di S. Giuseppe 
- Il sogno di San Giuseppe, affresco, opera ubicata nell'abside centrale a destra dell'altare maggiore;
- La fuga in Egitto, affresco, opera ubicata nell'abside a sinistra dell'altare maggiore;
- La Gloria di San Giuseppe opera ubicata nel catino absidale interamente affrescato, insieme all'arco absdale, dall'autore fiammingo;

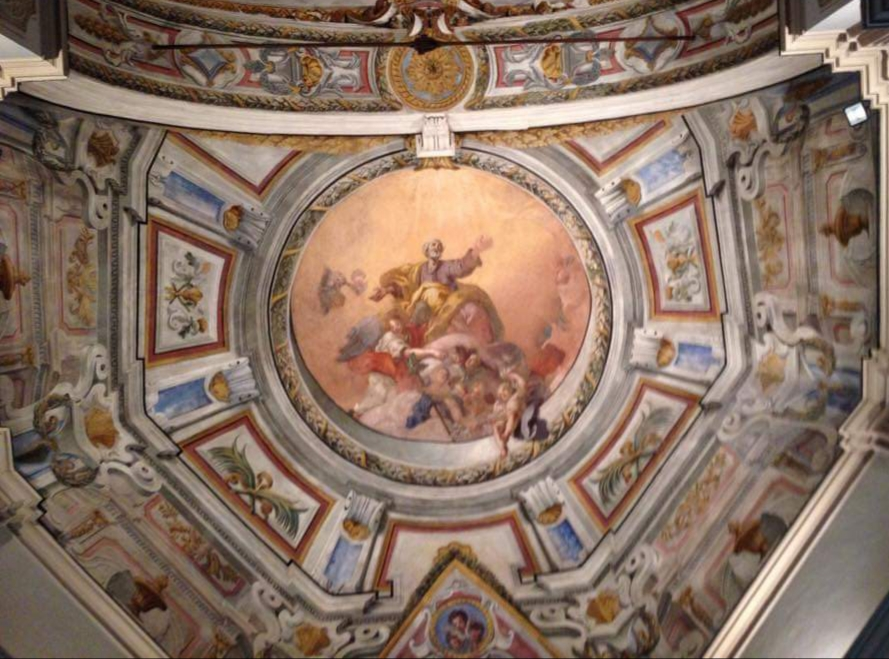
Guglielmo Borremans: La gloria di San Giuseppe. Chiesa San Giuseppe Leonforte

- Il Transito di San Giuseppe, olio su tela, pala dell'altare Maggiore della chiesa di San Giuseppe.[3]

 Nicosia 

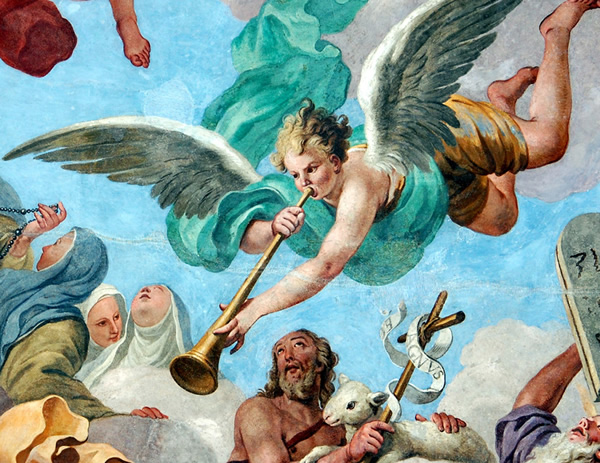
Affresco nella chiesa di San Vincenzo Ferreri di Nicosia.

- 1717, Gloria di San Vincenzo Ferreri coronato dalla Santissima Trinità e attorniato dalla moltitudine di Santi e Sante dell'Ordine domenicano, affreschi realizzati con la tecnica dello sfondato prospettico e del trompe-l'œil. Nel ciclo sono raffigurati San Pietro, San Paolo, Mosè e San Giovanni Battista, Santa Caterina da Siena, Santa Rosa da Lima e Sant'Agnese da Montepulciano, la decorazione è completata da due medaglioni circolari raffiguranti San Domenico e i quattro Evangelisti e San Tommaso d'Aquino con i Dottori della Chiesa. Nella lunetta centrale dell'ingresso laterale la figura di Santa Caterina d'Alessandria, lunette con i Papi domenicani Innocenzo V, Benedetto XI, Pio V e Benedetto XIII. Nella volta del cappellone, un medaglione centrale raffigura l'Angelo che segna gli eletti, opere autografe e datate presenti nella chiesa di San Vincenzo Ferreri.[4]

 Piazza Armerina 
- 1721, Ciclo, affreschi raffiguranti il Mistero dell'Eucaristia, la Nascita di Gesù, l'Adorazione dei pastori, il Battesimo di Gesù, la Crocifissione, l'Adorazione dei Magi e le Virtù, la Visione apocalittica di San Giovanni, scene di Vita di San Benedetto e riconoscimento della regola benedettina, Martirio di San Placido sulla volta, apparato decorativo pittorico realizzato nella chiesa di San Giovanni Evangelista.[5]

#### Provincia di Messina
Patti 

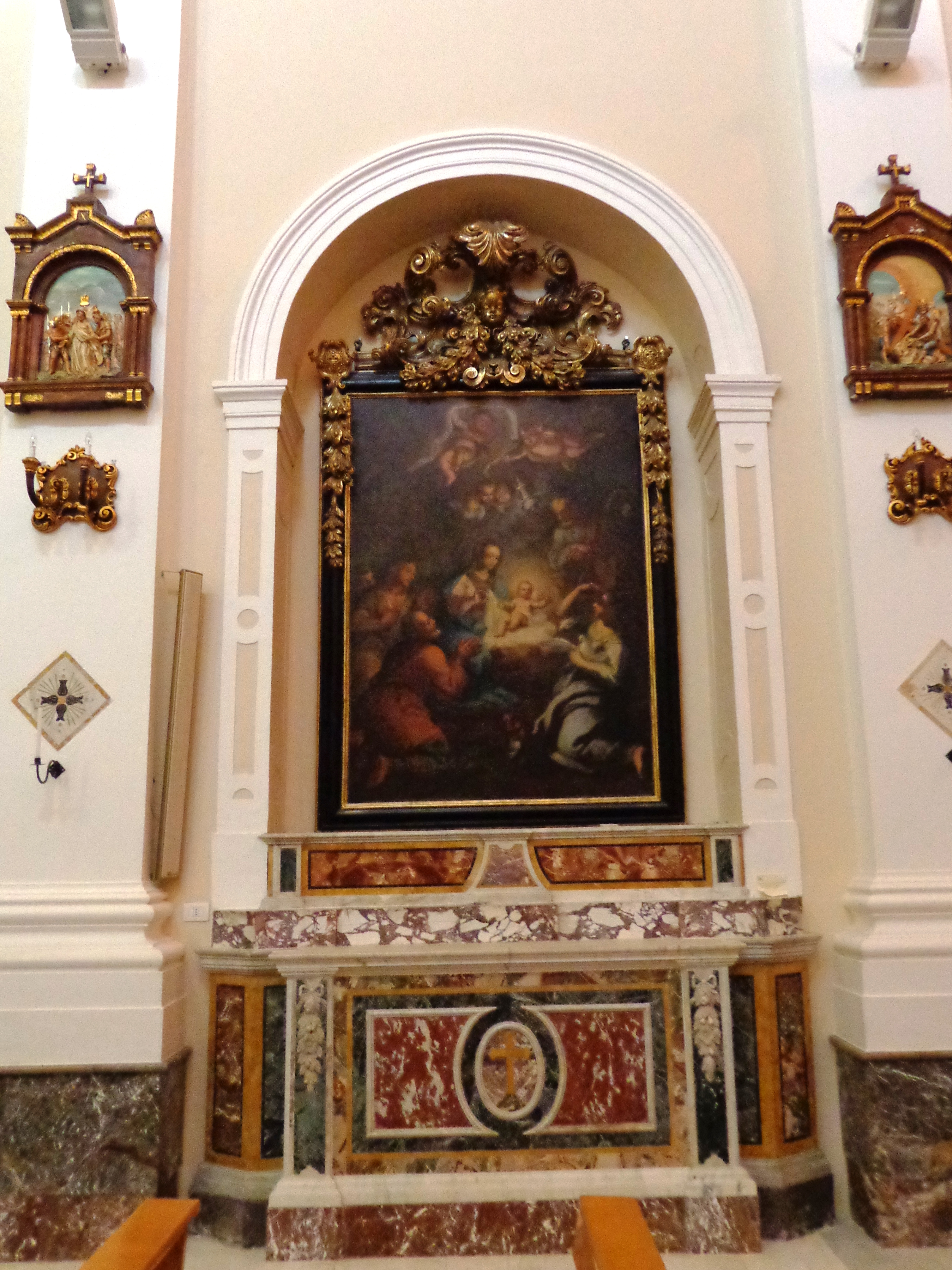
Adorazione dei Pastori, basilica cattedrale di San Bartolomeo di Patti.

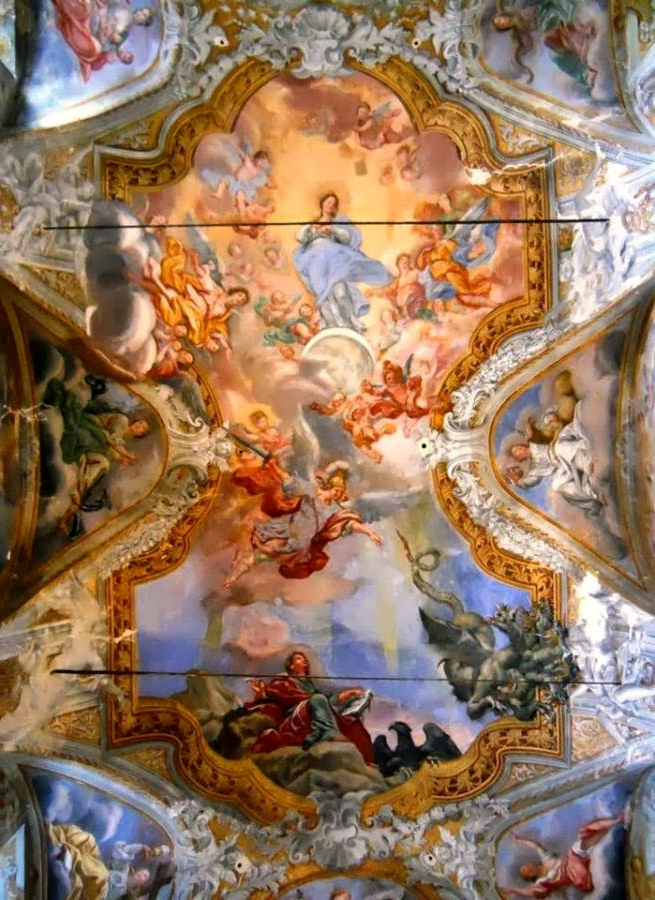
Assunzione di Maria.

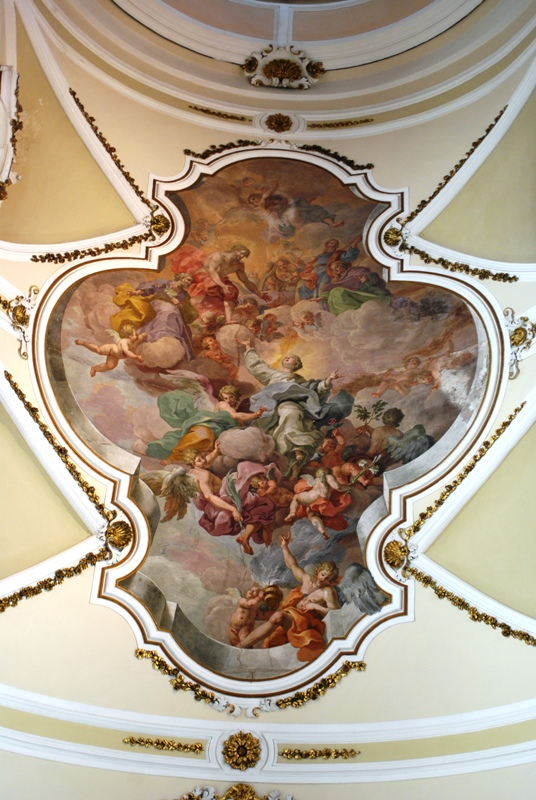
Affresco sulla volta della Basilica di Santa Maria Assunta di Alcamo.

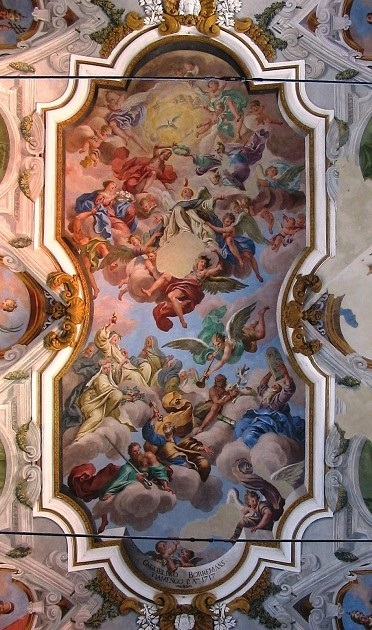
Gloria di San Vincenzo Ferreri, Nicosia.

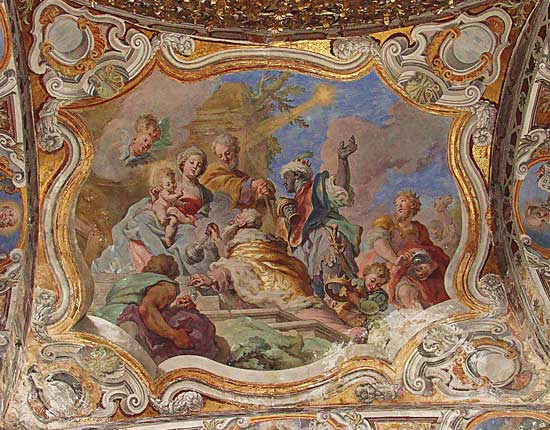
Adorazione dei Magi, Martorana.

- 1725, Adorazione dei Pastori, pala d'altare commissionata dal vescovo monsignor Pietro Galletti, opera custodita nella basilica cattedrale di San Bartolomeo.

 Tindari 
- 1725 circa, Santa Febronia, Patrona di Patti, condotta in cielo da un angelo, opera documentata nel santuario antico di Tindari.

 Santa Lucia del Mela 
- XVIII secolo, Sant'Antonio di Padova, pala d'altare, attribuzione, opera custodita nella chiesa dell'Annunziata.

#### Provincia di Palermo
Bagheria 
- XVIII secolo, Ciclo, affreschi, opere documentate nelle volte del salone di Palazzo Butera - Branciforti.

 Caccamo 
- 1725, Annunciazione della Vergine, dipinto, opera custodita presso l'altare maggiore della chiesa della Santissima Annunziata.

 Ciminna 
- 1725, Gloria della Vergine fra arcangeli, Davide e Isaia, affreschi, opere documentate nell'Oratorio di San Francesco.

 Palermo 

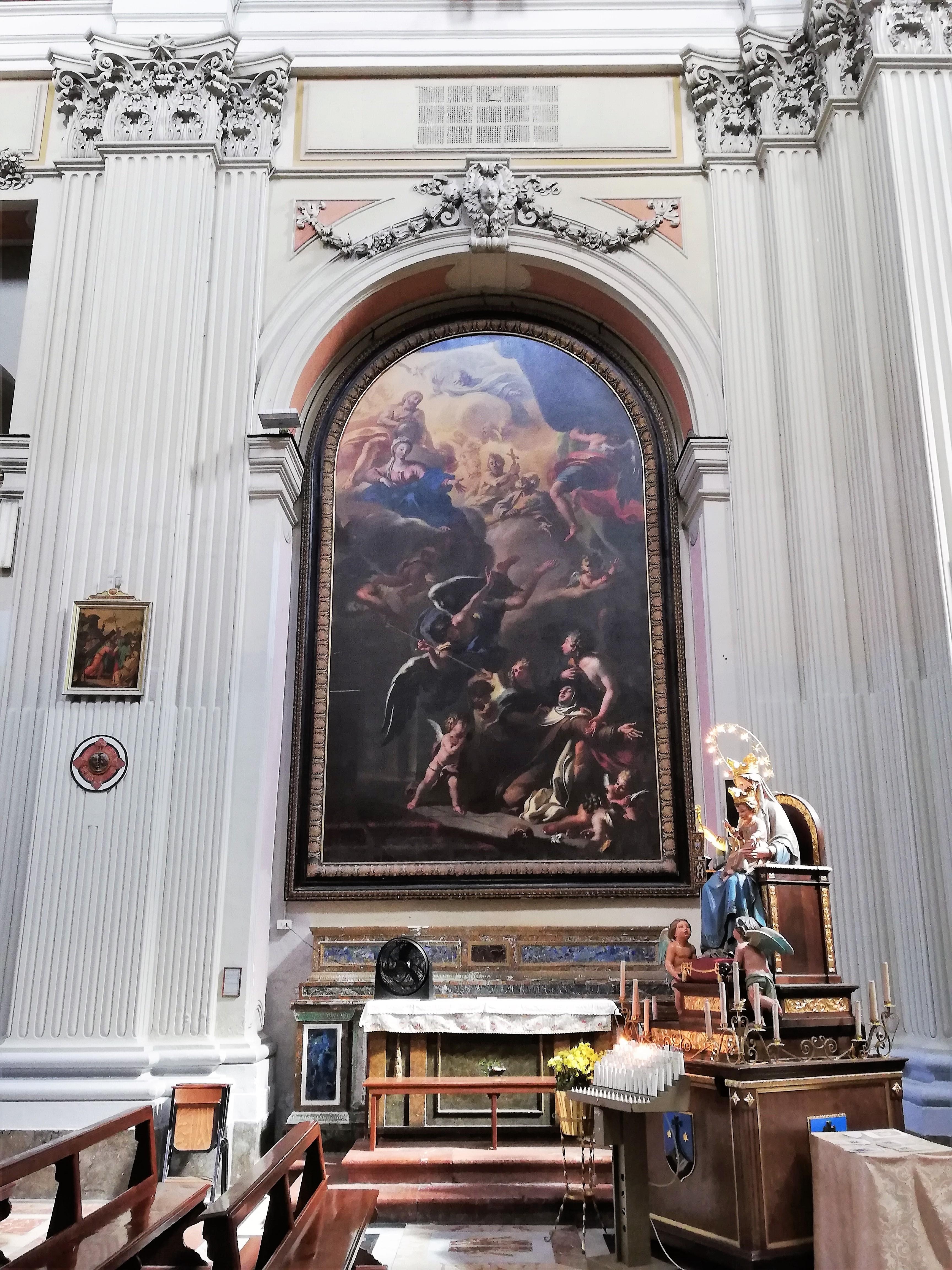
Trasverberazione del cuore di Santa Teresa nella Cappella di Santa Teresa d'Avila, chiesa di Santa Teresa alla Kalsa.

- 1690, Episodi dei Santi Elena e Costantino, affreschi realizzati con la collaborazione di Filippo Tancredi e Gaspare Serenari raffiguranti la Visione della Croce, il Ritrovamento della croce, la Battaglia di Ponte Milvio, il Battesimo di Costantino e il Sogno di Costantino, con San Pietro e San Paolo e l'indicazione dei committenti nel cartiglio 1690, raffigurante la visione e la voce che attribuisce all'imperatore il motto «in hoc signo vinces». Nel medesimo ambiente sono dipinti la Storia della vera Croce, Sogno della Santa Imperatrice, Viaggio a Gerusalemme, La distruzione degli idoli, Scavi alla ricerca della Croce, Incontro con il Saladino. Opere presenti nell'Oratorio dei Santi Elena e Costantino.
- Chiesa della Madonna della Volta:
  - 1714, Gloria della Vergine, affresco, prima commissione autografa in Sicilia con la dicitura "Gugl.mo, Borremans P. anno 1715", opera documentata (distrutta durante la seconda guerra mondiale) nelle volte.
  - 1714, Noè, Mosè, Davide e le Sibille, Evangelisti e Paesaggi, Debora, Rebecca, Ester, Abigaille, Giuditta e mistica donna dell'Apocalisse, affreschi.
- 1717,[6] Circoncisione, Adorazione dei Magi, Fuga in Egitto, Disputa coi Dottori, Crito e l'adultera, Vocazione di Pietro, Orazione nell'Orto, Cristo e il lebbroso, Cristo e la Samaritana, Gesù e i fanciulli, Tentazione nel Deserto, Annunciazione, Incoronazione della Vergine, Gloria di San Benedetto, San Benedetto confonde Totila, Nozze di Cana, Trionfo di San Benedetto fra Sante e Santi dell'Ordine Benedettino, San Benedetto e la Regola, Vergine con San Benedetto e Santa Flavia, San Benedetto e Santa Scolastica e il crollo degli idoli e Figure di santi e sante benedettini, ciclo di affreschi, opere realizzate sulle volte della chiesa di Santa Maria dell'Ammiraglio.[7]
- 1717-1718, Transito di San Giuseppe, La Sacra Famiglia e San Giuseppe Falegname, dipinti olio su tela, opere documentate nella chiesa di Santa Margherita e custodite nella Cappella di San Giuseppe della chiesa di Santa Ninfa dei Crociferi.[8]
- 1718, Sant'Antonio in gloria fra Angeli, Comunione di Santa Chiara, Miracolo della mula, Martirio di Santo Stefano, affreschi, opere documentate nella chiesa di Sant'Antonio di Padova.
- 1719, Ciclo, affreschi, opere documentate nell'Oratorio della chiesa di Santa Maria delle Grazie al Ponticello.
- 1720 circa, Visitazione della Vergine a Santa Elisabetta, olio su tela, opera documentata nell'Oratorio del Rosario di San Domenico.
- 1720 circa, Angeli, affreschi, opere documentate nell'Oratorio del Rosario di San Domenico.
- 1721, Ciclo, Gloria dell'Ordine francescano e l'Assunsione di Santa Chiara in cielo accompagnata da San Francesco d'Assisi nelle volte, in cornu evangelii l'episodio raffigurante l'Esodo del popolo ebreo dall'Egitto nell'atto di mangiare l'agnello, in cornu epistolae la scena dell'Ultima Cena, opere autografe presenti nel cappellone della chiesa di Santa Maria delle Grazie di Montevergini.[9]
- Oratorio della Carità di San Pietro ai Crociferi:
  - 1722, Samaritano e Probatica piscina (1738 circa), affreschi.
  - 1738, Gloria di San Pietro con l'Evangelista Giovanni in contemplazione, Liberazione di San Pietro dal carcere, ciclo di affreschi.
- 1723-1724, Scene di vita e di miracoli dei santi Caterina da Siena e Domenico di Guzmán con raffigurazioni di Santi/e e Beati/e domenicani, affreschi, opere realizzate nel vestibolo del sottocoro e nella volta della chiesa di Santa Maria della Pietà.[10]
- 1724, Santa Rosalia e la Vergine sconfiggono la Peste, affresco, opera documentata sulla Porta San Giorgio.[11][12]
- 1724 circa, Trasverberazione del cuore (o Estasi) di Santa Teresa d'Ávila, dipinto su tela, opera custodita nella chiesa di Santa Teresa alla Kalsa.[13]
- 1724 circa, Trionfo dell'Ordine Teatino, affreschi, opere realizzate nella cupola e nei peducci della chiesa di San Giuseppe dei Teatini.
- 1725, Iolo e la missione presso i Tartari e Episodi di vita di San Ranieri, affreschi e decorazioni autografi "Guglielmus Borremans Antuerpiensis Pinxit", opere presenti nella chiesa di San Ranieri e dei Santi Quaranta Martiri Pisani.
- 1726, Sant'Atanasio, dipinto, opera documentata nella basilica cattedrale metropolitana primaziale della Santa Vergine Maria Assunta.[14]
- 1727, Visitazione della Vergine, dipinto, opera custodita nell'Oratorio del Rosario di San Domenico.
- 1730 circa, Gesù e Maria, olio su tela, opera custodita nel cappellone della chiesa di Sant'Isidoro dei Fornai.
- 1730 circa, San Benedetto e Santa Scolastica, affreschi, opere documentate nella chiesa di Santa Maria del Cancelliere.
- 1730 circa, Matteo d'Ajello, la moglie Sica, Papa Alessandro III fondatori, offrono il monastero alla Vergine, olio su tela, opera documentata nella chiesa di Santa Maria del Cancelliere e custodita nella Galleria regionale siciliana di «Palazzo Abatellis».
- 1730 circa, Il battesimo di Costantino, penna e inchiostro bruno su carta bianca, opera documentata nell'Oratorio dei Santi Elena e Costantino e custodita nella Galleria regionale siciliana di «Palazzo Abatellis».
- Palazzo Arcivescovile:
  - 1733, Adorazione dei Magi, Fuga in Egitto, Adorazione dei Pastori, ritratti di Profeti con cartigli sui sovraporta, affreschi, opere presenti nella Cappella Borremans.
  - 1733 circa, Ritratto dell'arcivescovo Matteo Basile, opera custodita nella Sala Pietro Martinez Rubio.
  - 1733 circa, Sogno di Giuseppe, Strage degli Innocenti, Disputa coi Dottori, Orazione nell'orto, San Marco Evangelista, affreschi, opere documentate nei saloni del piano nobile.
- 1733-1734, Giacobbe morente, affresco soffitti degli ambienti, opera realizzata nel Palazzo dei Principi di Cattolica.
- 1735, Il taglio delle trecce e i voti di Santa Chiara, la Svestizione di San Francesco, dipinti, opere custodite nella chiesa di Santa Chiara.[15]
- 1736, San Casimiro e San Francesco di Sales, olio su tela, opere documentate nella chiesa di Sant'Ignazio all'Olivella.
- 1736, Vergine in gloria fra Sant'Ignazio e San Filippo Neri, affreschi, opere documentate nella chiesa di Sant'Ignazio all'Olivella.
- 1738 circa, Ritratti di Viceré, ciclo di pitture su tela, opere commissionate da Carlo III di Borbone per la Galleria dei Viceré del Palazzo dei Normanni.
- XVIII secolo, Ciclo, dipinti, opere documentate presso la Congregazione dell'Oratorio di San Filippo Neri.
- XVIII secolo, Ciclo, affreschi, opere documentate nella Cappella di San Francesco di Paola della cattedrale metropolitana primaziale della Santa Vergine Maria Assunta.
- XVIII secolo, Funerali di Sant'Alberto, olio su tela, opera documentata nella chiesa di Santa Maria di Valverde.
- XVIII secolo, Stimmate di San Francesco, olio su tela, opera documentata nella chiesa di Santa Maria di Gesù.
- XVIII secolo, Angeli, affreschi, opere documentate nella chiesa di Santa Maria di Gesù.
- XVIII secolo, Pietà con San Giovanni e Santa Maria Maddalena, Santa Rosalia, affreschi, opere presenti nella «Casa dei Filippini» oggi sede del Museo archeologico regionale «Antonio Salinas».
- XVIII secolo, Nascita di Gesù e Adorazione dei Magi, affreschi, opere documentate nel monastero di San Vito.
- XVIII secolo, Battesimo di Gesù, olio su tela, attribuzione, opera documentata nella chiesa dell'abolito convento di Santa Maria della Vittoria, poi Museo Nazionale, dal 1899 in deposito presso la chiesa di Sant'Erasmo al Foro Umberto I.
- XVIII secolo, Sant'Agnese, olio su rame, opera custodita nella Galleria regionale siciliana di «Palazzo Abatellis».
- XVIII secolo, Giacobbe impartisce la benedizione ai figli, affresco, opera documentata in un ambiente dell'Oratorio di San Lorenzo.[16]
- Chiesa di San Francesco delle Stimmate:
  - XVIII secolo, Ciclo, affreschi, pitture parietali documentate nel cappellone.[17]
  - XVIII secolo, Stimmate di San Francesco d'Assisi, dipinto su tela documentato sull'altare della cappella eponima.[18]
- XVIII secolo, Parabola del Buon Samaritano e Probatica Piscina, affreschi, opere documentate nel Oratorio della Compagnia della Carità di San Bartolomeo degli Incurabili.[19]
- XVIII secolo, Sacrificio d'Abramo ed Episodio di Noè, pitture, opere documentate nella chiesa di San Domenico.[20]
- XVIII secolo, Sacra famiglia con i Ss. Anna e Gioacchino, olio su tela, attribuito, nella chiesa di S. Ippolito Martire.

 San Martino delle Scale 
- 1727, Vergine col bambino e Sant'Anna raffigurate con San Placido, San Mauro, Santa Scolastica e Santa Gertrude, olio su tela, opera custodita nella basilica abbaziale di San Martino delle Scale.[21]

#### Provincia di Siracusa
Buccheri 
- 1728, Sant'Antonio Abate in estasi, San Vito con San Modesto e Santa Crescenza, olio su tele, pale d'altari, ubicate rispettivamente nella navata centrale e nella navata di destra della chiesa di Sant'Antonio Abate.

 Siracusa 

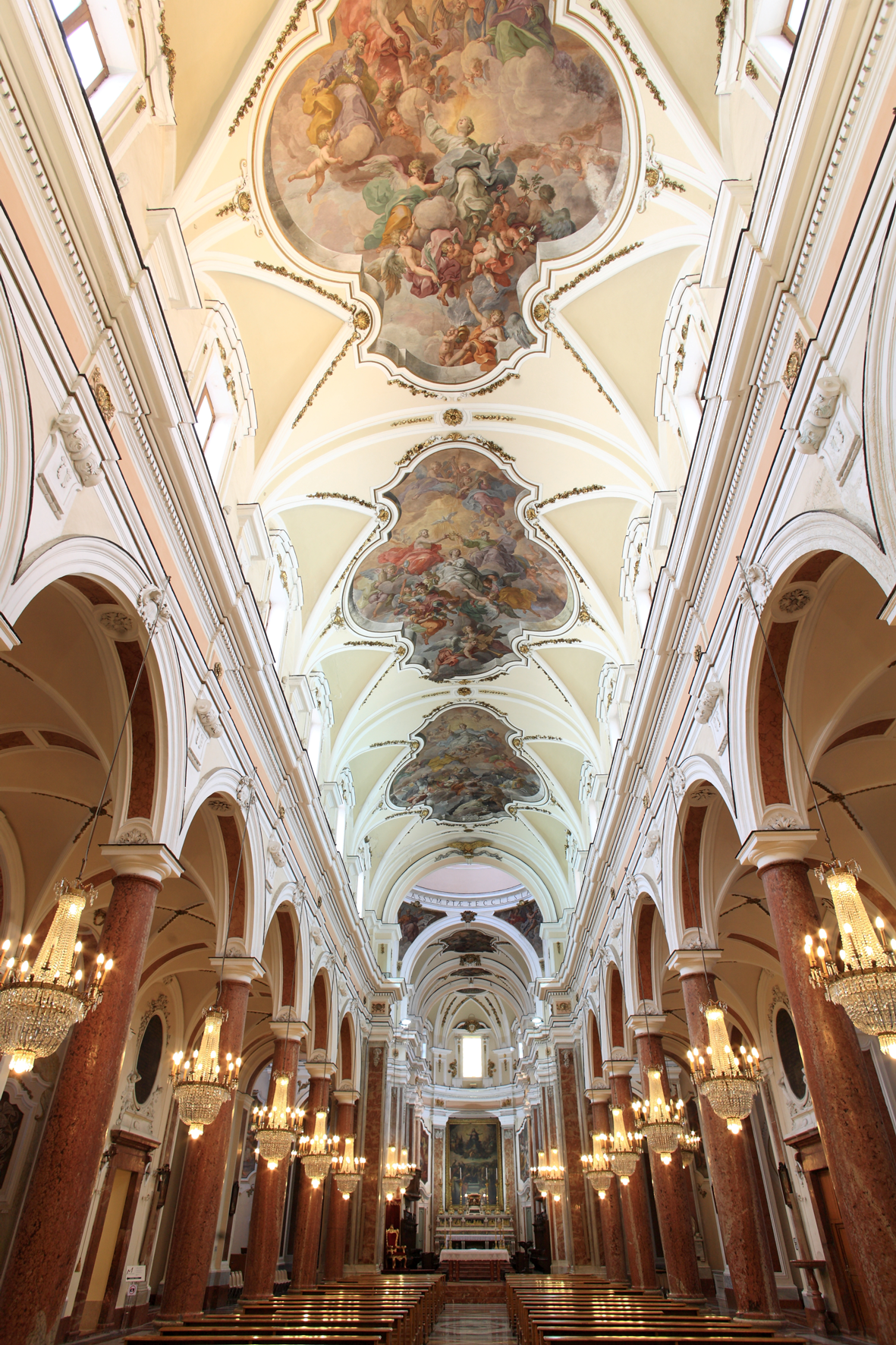
Basilica di Santa Maria Assunta di Alcamo.

- 1716, Immacolata raffigurata con Santa Chiara, Sant'Antonio Abate, Santa Barbara, San Felice da Cantalice, Santa Maria Maddalena, olio su tela, opera custodita proveniente dalla chiesa dell'Ordine dei frati minori cappuccini di Buccheri e custodita nella Galleria regionale di palazzo Bellomo.

#### Provincia di Trapani
Alcamo 
- 1735-1736, Ciclo, trentotto affreschi raffiguranti la Gloria della Vergine ed episodi del Vecchio Testamento e dei Vangeli, Evangelisti, opere realizzate nella basilica di Santa Maria Assunta.
- 1735-1736, Nozze di Cana, Moltiplicazione dei Pani e dei Pesci, affreschi, opere realizzate nella Cappella del Santissimo Sacramento della basilica di Santa Maria Assunta.
- 1720-1722, Immacolata, olio su tela, opera custodita nella chiesa dei santi Cosma e Damiano.
- 1722, Vergine con Bambino raffigurata con san Giuseppe, santa Caterina, san Bonaventura, san Pietro d'Alcantara e il grande angelo, olio su tela, opera custodita nella chiesa dei Santi Cosma e Damiano.[22]

 Trapani 
- 1740, Madonna del Rosario, dipinto, opera custodita nella chiesa della Badìa Nuova.[23]

## Galleria d'immagini
Adorazione dei Magi, Fuga in Egitto, Adorazione dei Pastori, ritratti di Profeti con cartigli sui sovraporta,
Cappella Borremans del piano nobile del Palazzo Arcivescovile.